# 今泉佑唯
今泉佑唯（日语：／ Imaizumi Yui */?，1998年9月30日—）是日本女藝人，為女子偶像團體櫸坂46前成員，神奈川縣出身。2015年以櫸坂46一期生身分出道。2018年11月4日自櫸坂46畢業，以演員為活動重心。

## 經歷
2015年8月21日，通過最後審查正式成為更名後的櫸坂46創團成員。
2016年4月6日，以櫸坂46第一張單曲《沉默的多數》而正式出道。
2017年3月，從高中畢業。4月13日，因健康狀況不佳需要休養，並開始暫停活動。8月18日，今泉在個人官方部落格中宣布結束休養，回歸團體。8月29日，於幕張展覽館舉行的「櫸坂46 全國巡演2017 抹黑純真」千葉公演中登台演出，也是回歸後首次參與演唱會。12月12日，成為時尚雜誌《ar》的常規模特兒。12月28日，再次宣布暫停活動。
2018年8月7日，在櫸坂46官網的個人部落格中宣布將於櫸坂46第7張單曲《矛盾心理》活動結束後，自櫸坂46畢業。10月3日，發行個人第一本寫真集《無人知曉的我》（誰も知らない私），於義大利那不勒斯拍攝。以約5.1萬銷量取得Oricon公信榜書籍週榜寫真集部門和綜合部門的第一位。同年書籍年榜的寫真集部門則為第6位，累計銷量為7.4萬本。累積發行量達10.2萬本。11月4日，參加於京都Pulse Plaza舉行的個別握手會後，正式從櫸坂46畢業。
2019年1月4日，於個人官方網站上宣布加入愛貝克思旗下的經紀公司「愛貝克思AY工場合同會社」（エイベックス・AY・ファクトリー合同会社），個人也同時轉向演員領域發展。同日，宣布首次出演舞台劇「熱海殺人事件 LAST GENERATION 46」。5月，開始擔任廣播節目《我正在做！》的星期四主持人，這是今泉首次在廣播節目中成為固定班底。
2020年1月，成為內衣品牌「PEACH JOHN」的子品牌「GiRLS by PEACH JOHN」的品牌模特兒。7月，成為au自分銀行的初代形象代言人。10月15日，因身體不適需要專心治療而暫停演藝活動。
2021年1月21日，在個人官網中宣布將與YouTuberMahoto結婚並已懷孕5个月。6月下旬，誕下女兒。6月30日，與經紀公司合約結束，並將以自由身繼續演藝活動。9月30日，開設個人部落格。11月19日開始演出的舞台劇《修羅雪姬》，由今泉擔任主演，同時也是時隔一年正式回歸演員的身分。
2022年10月26日，在個人部落格上宣布因為長期受到媒體跟拍，為了保護自己的家人，而選擇退出演藝圈。
2024年1月，今泉與Mahoto離婚，並遭到其家暴。3月，誕下第二個孩子。
2025年3月18日，宣布回歸演藝圈。

## 人物
- 是家中兄妹五人中最小的孩子，其餘四位都是哥哥[48]。
- 特技是演奏長笛、鋼琴[49]。
- 與同為櫸坂46成員的小林由依組成雙人企劃組合「Yui醬s」（ゆいちゃんず）[50]。

## 音樂作品
- 標註「★」符號表示該首歌曲有拍攝MV。

### 單曲
櫸坂46
|     | 發行日期         | 單曲名稱     | 參與歌曲名稱     | MV | 備註            |
| --- | ---------------- | ------------ | ---------------- | -- | --------------- |
| 1st | 2016年04月06日   | 沉默的多數   | 沉默的多數       | ★  | 出道作品        |
| 1st | 2016年04月06日   | 沉默的多數   | 牽手回家吧       | ★  |                 |
| 1st | 2016年04月06日   | 沉默的多數   | 沒有你           |    |                 |
| 1st | 2016年04月06日   | 沉默的多數   | 沒能趕上的巴士   |    |                 |
| 1st | 2016年04月06日   | 沉默的多數   | 澀谷川           | ★  | 與小林由依合唱  |
| 2nd | 2016年08月010日  | 世界上只有愛 | 世界上只有愛     | ★  |                 |
| 2nd | 2016年08月010日  | 世界上只有愛 | 談談未來吧…      | ★  |                 |
| 2nd | 2016年08月010日  | 世界上只有愛 | 巴布狄倫不再歸來 |    | 與小林由依合唱  |
| 3rd | 2016年011月030日 | 兩人季節     | 兩人季節         | ★  |                 |
| 3rd | 2016年011月030日 | 兩人季節     | 大人都不相信     | ★  |                 |
| 3rd | 2016年011月030日 | 兩人季節     | 制服與太陽       | ★  |                 |
| 3rd | 2016年011月030日 | 兩人季節     | 夕陽1/3          |    |                 |
| 4th | 2017年04月05日   | 不協和音     | 不協和音         | ★  |                 |
| 4th | 2017年04月05日   | 不協和音     | W-KEYAKIZAKA之詩 | ★  | 櫸&平假名櫸坂組 |
| 4th | 2017年04月05日   | 不協和音     | 獨特自我         | ★  |                 |
| 4th | 2017年04月05日   | 不協和音     | 調音             | ★  | 與小林由依合唱  |
| 5th | 2017年04月05日   | 就算風吹     | 就算風吹         | ★  |                 |
| 5th | 2017年04月05日   | 就算風吹     | 避雷針           | ★  |                 |
| 5th | 2017年04月05日   | 就算風吹     | 再生細胞         |    | 獨唱曲          |
| 6th | 2018年03月07日   | 打破玻璃！   | 打破玻璃！       | ★  |                 |
| 6th | 2018年03月07日   | 打破玻璃！   | 該回去森林了吧？ | ★  |                 |
| 6th | 2018年03月07日   | 打破玻璃！   | 發條之夢         | ★  | 與小林由依合唱  |
| 7th | 2018年08月15日   | 矛盾心理     | 直到太陽升起     |    | 獨唱曲          |

其他
| 發行日期      | 單曲名稱   | 參與歌曲名稱    | MV | 備註    |
| ------------- | ---------- | --------------- | -- | ------- |
| 2017年3月15日 | Shoot Sign | 你最愛的 是誰？ | ★  | 坂道AKB |
| 2018年3月14日 | Ja-Ba-Ja   | 無國境時代      | ★  | 坂道AKB |

### 專輯
櫸坂46
|      | 發行日期       | 專輯名稱 | 參與歌曲名稱             | 備註            |
| ---- | -------------- | -------- | ------------------------ | --------------- |
| 01st | 2017年07月19日 | 抹黑純真 | 星期一的早晨，裙子被剪了 |                 |
| 01st | 2017年07月19日 | 抹黑純真 | 從哪能看見東京鐵塔？     |                 |
| 01st | 2017年07月19日 | 抹黑純真 | 太陽不會選擇抬頭的人     | 櫸&平假名櫸坂46 |
| 01st | 2017年07月19日 | 抹黑純真 | 危險計劃                 |                 |
| 01st | 2017年07月19日 | 抹黑純真 | 你已不在                 |                 |
| 01st | 2017年07月19日 | 抹黑純真 | 夏季的花不只向日葵       | 獨唱曲          |
| 01st | 2017年07月19日 | 抹黑純真 | 只有一行的航空信         | 與小林由依合唱  |

## 演出

### 電視劇
- 誰殺了德山大五郎？（2016年7月17日－10月2日，東京電視台）：飾演 今泉佑唯[51][52]
- 殘酷的觀眾們（2017年5月18日－7月20日，日本電視台）：飾演 岩本Erena[53]
- 戀之月（2018年7月27日－10月12日，東京電視台）：飾演 裏子[54]
- 法庭女王 第6話（2019年2月17日，TBS電視台）：飾演 女性秘書[55]
- 人間之證 第5話（2019年6月19日，富士電視台）：飾演 今泉佑唯[56]
- Million Joe（2019年10月10日－12月26日，東京電視台）：飾演 森秋麻衣（女主角）[57]
- 左撇子艾倫（2019年10月21日－12月23日，毎日放送／10月23日－12月25日，TBS電視台）：飾演 三橋由利奈[58]
- 把100個字的創意變成電視劇！ 第3、4話（2020年1月20日、27日，東京電視台）：主演[59]
- 盛夏的少年～19452020（2020年7月31日－9月18日，朝日電視台）：飾演 牟呂由真[60]

### 電影
- 最終幻想XIV 光之父親（2019年6月21日，Gaga）：飾演 片岡[61]
- 滾動的玻璃球（2020年2月7日，巴而可）：飾演 惠梨香（主演）[62]
- 爸爸只要一喝醉就會變成怪物（2020年3月6日，Phantom Film）：飾演 田所富美[63]
- 總有一天我要走在陽光下（2022年9月2日，DOKUSO）：飾演 金城アキ[64][65]
- 離別之歌（2022年）：飾演 晴子[66]

### 電視節目
- 今泉佑唯的邂逅之旅 〜20歳從偶像到演員的重新出發〜（2019年5月26日，北海道文化放送）[67]
- 今泉佑唯的成年女子〜20歲想做的事情（2019年6月28日、7月26日、8月23日，朝視頻道）[68]

### 網絡節目
- 主演的椅子是我的椅子（2020年9月16日－12月23日，ABEMA）- 來賓主持人[69]

### 網絡劇
- 深海君與月影醬 第1季（2020年5月18日－22日，YouTube）：飾演 月影（主演）[註 2][70]
- 結了婚又如何（2022年3月3日，ABEMA）：飾演 西野真理繪[71]

### 舞台劇
- 熱海殺人事件 LAST GENERATION 46（2019年3月28日－31日，大阪：COOL JAPAN PARK OSAKA TT會館／4月5日－18日，東京：紀伊國屋會館）：飾演 水野朋子[72]
- 修羅雪姬（2021年11月19日－21日，CBGK Shibugeki）：飾演 雪（主演）[39]
- 少女殺手阿墨～戰國篇～（2020年3月20日－29日，Bunkamura 蠶繭劇院）：飾演 阿墨（主演）[73][74]
- 演劇的毛利桑 －The Entertainment Theater Vol.1 閱讀劇場「盛開的櫻花林下」（2022年1月10日，日光劇場）[75]
- 修羅雪姫-復活祭50th- 修羅雪和八人的惡黨（2022年3月18日－27日，紀伊國屋會館） ：飾演 雪（主演）[76]
- 最後の医者は桜を見上げて君を想う（2022年9月8日－11日，CBGK Shibugeki）：飾演 重症患者[77][78]

### 廣播節目
- 我正在做！（2019年5月9日－2020年3月19日，MBS電台）- 星期四主持人[79]
- RECOMMEN！（日语：レコメン!）（2020年4月2日－9月24日，文化放送）- 星期四常規演出者[80]
- 我們來搗亂吧！～集合吧不良少年～（2020年4月26日－9月19日，MBS電台）- 第12期主持人[81]

### 廣告
- 受信料のお手続き 2019（2019年，日本放送協会）[82]
- GiRLS by PEACH JOHN（2020年，PEACH JOHN）- 品牌模特兒[83]
- au自分銀行（2020年）- 形象代言人[30]

### 網絡配信
- 櫸坂46今泉佑唯、小林由依的Yui醬s SHOWROOM（2018年3月3日，SHOWROOM）[84]
- 櫸坂46今泉佑唯個人写真集發售&生日的W記念特輯（2018年10月3日，SHOWROOM）[85]

### 活動
- 千葉羅德海洋 對 東北樂天金鷲 開球儀式（2018年3月30日，ZOZO海洋球場）[86]
- Mynavi presents 第26回 TOKYO GIRLS COLLECTION 2018 2018 SPRING／SUMMER（2018年3月31日，橫濱體育館）[87]
- GirlsAward
  - Rakuten GirlsAward 2018 SPRING／SUMMER（2018年5月19日，幕張展覽館）[88]
  - Rakuten GirlsAward 2019 AUTUMN／WINTER（2019年9月28日，幕張展覽館）[89]

## 書籍

### 寫真集
- 無人知曉的我（誰も知らない私；2018年10月3日，主婦與生活社）[90]

### 雜誌連載
- LOVE Berry（日语：ラブベリー）（2016年1月，德間書店）- 模特兒[91][92]
- ar（日语：ar (雑誌)）（2017年12月12日－不明，主婦與生活社）- 常規模特兒[93]

## 備註
1. ↑  該公司同時是櫸坂46總製作人秋元康創設的劇團「劇團4美元50美分」的營運公司。
2. ↑  與醍醐虎汰朗雙主演。

## 外部連結
- 今泉佑唯官方網站（2025年4月28日－）（日語）
- 舊官方網站（2021年12月10日－2023年7月31日）（日語）
- 舊官方網站（2019年1月4日－2021年7月）（日語）
- 今泉佑唯的X（前Twitter）（2019年1月4日－）（日語）
- 今泉佑唯的Instagram帳戶（2025年4月28日－）（日語）
- 今泉佑唯的Instagram帳戶（页面存档备份，存于）（舊帳號，2019年1月4日－2022年10月26日，已關閉）（日語）
- 今泉佑唯的Ameba部落格（日語）

櫸坂46時期
- 櫸坂46個人介紹頁（日語）
- 今泉佑唯 官方部落格 - 櫸坂46官方網站（2015年11月13日－2018年12月31日）（日語）
- 今泉佑唯個人寫真集【官方】的X（前Twitter）（2018年8月17日－）（日語）
- 今泉佑唯個人寫真集【官方】的Instagram帳戶（2018年8月17日－）（日語）